# Gambieten in gesloten spelen
Binnen het schaken is er een classificatie in de schaakopeningen gemaakt. Binnen de hoofdcategorie van de damepion openingen vallen de gesloten spelen. Binnen een gesloten spel is het weer mogelijk om een gambiet te spelen. 

Hieronder staat een lijst met gambieten in gesloten spelen.  
| gambiet                             | zetten                                           |
| Aljechingambiet                     | 1.d4 d5 2.c4 dc 3.Pf3 a6                         |
| Bogoljoebovgambiet                  | 1.d4 d5 2.c4 dc 3.Pf3 Pf6 4.Pc3 a6 5.e4          |
| Ericsongambiet                      | 1.d4 d5 2.c4 dc 3.Pf3 b5                         |
| klassiek damegambiet                | 1.d4 d5 2.c4 dc 3.Pf3 Pf6 4.e3                   |
| Mannheimgambiet                     | 1.d4 d5 2.c4 dc 3.Pf3 Pf6                        |
| gambietvariant                      | 1.d4 d5 2.c4 e6 3.Pf3 Pf6 4.Lg5 Lb4 5.Pc3 dc     |
| Gunderamgambiet                     | 1.d4 d5 2.c4 e6 3.Pc3 Lb4 4.e4 de                |
| Hollands gambiet                    | 1.d4 d5 2.c4 e6 3.Pc3 Pf6 4.Lg5 c5 5.cd cd       |
| Peruaans gambiet                    | 1.d4 d5 2.c4 e6 3.Pc3 Pf6 4.Lg5 c5 5.cd Db6      |
| Anti-Meranergambiet                 | 1.d4 d5 2.c4 c6 3.Pf3 Pf6 4.Pc3 e6 5.Lg5 dc      |
| Aljechingambiet binnen het Slavisch | 1.d4 d5 2.c4 c6 3.Pc3 dc 4.e4                    |
| gambietvariant                      | 1.d4 d5 2.c4 c6 3.cd cd 4.Pc3 Pf6 5.Lf4 Db6 6.e3 |
| Slavisch gambiet                    | 1.d4 d5 2.c4 c6 3.Pf3 Pf6 4.Pc3 dc 5.e4          |
| Winawertegengambiet                 | 1.d4 d5 2.c4 c6 3.Pc3 e5                         |
| Marshallgambiet                     | 1.d4 d5 2.c4 e6 3.Pc3 c5 4.cd ed 5.e4 de         |
| Schara-Henniggambiet                | 1.d4 d5 2.c4 e6 3.Pc3 c5 4.cd cd                 |
| Tarraschgambiet                     | 1.d4 d5 2.c4 e6 3.Pc3 c5 4.cd ed 5.dc d4 6.Pa4   |
| Albintegengambiet                   | 1.d4 d5 2.c4 e5                                  |
| Amerikaans gambiet                  | 1.d4 d5 2.c4 Pf6 3.cd Lf5                        |
| Gusevgambiet                        | 1.d4 d5 2.c4 c5 3.cd Pf6                         |
| Morrisgambiet                       | 1.d4 d5 2.Lf4 c5 3.e4 de                         |
| Tschigoringambiet                   | 1.d4 d5 2.c4 Pc6 3.Pc3 dc 4.d5 Pa5               |
| Blackmar-Diemergambiet              | 1.d4 d5 2.e4 de 3.Pc3 Pf6 4.f3                   |
| Lemberg-tegengambiet                | 1.d4 d5 2.e4 de 3.Pc3 e5                         |